# 浦上成宗
浦上 成宗（うらがみ しげむね）は、安土桃山時代から江戸時代前期にかけての人物。浦上宗景の末子という。
宇喜多直家の謀反により父・宗景が天神山城から退去すると、成宗は家臣の高取備中守に預けられたという。その後、宇喜多氏の家臣となり3000石を知行した高取のもとで養育され元服、太郎三郎成宗と名乗り、高取の娘を室とした。
慶長5年（1600年）、関ヶ原の戦いにおいて高取備中守が討死すると土着したという。寛永年間に死去。
子・宗利は酒屋を営んだという。